# マルコ・ポーロ (装甲巡洋艦)
マルコ・ポーロ (Ariete Corazzato Marco Polo) は、イタリア海軍の装甲巡洋艦。同型艦は無い。元は舷側装甲を持たない防護巡洋艦を建造途中に改装したものであったため、防御力に不安が残るものであった。
「マルコ・ポーロ」は当初は防護巡洋艦として建造されていたが、フランス海軍が1888年に装甲巡洋艦「デュピュイ・ド・ローム」を起工させた事を知ったイタリア海軍が急遽本艦の設計を変更して舷側装甲を持つ装甲巡洋艦として建造した。

## 艦形

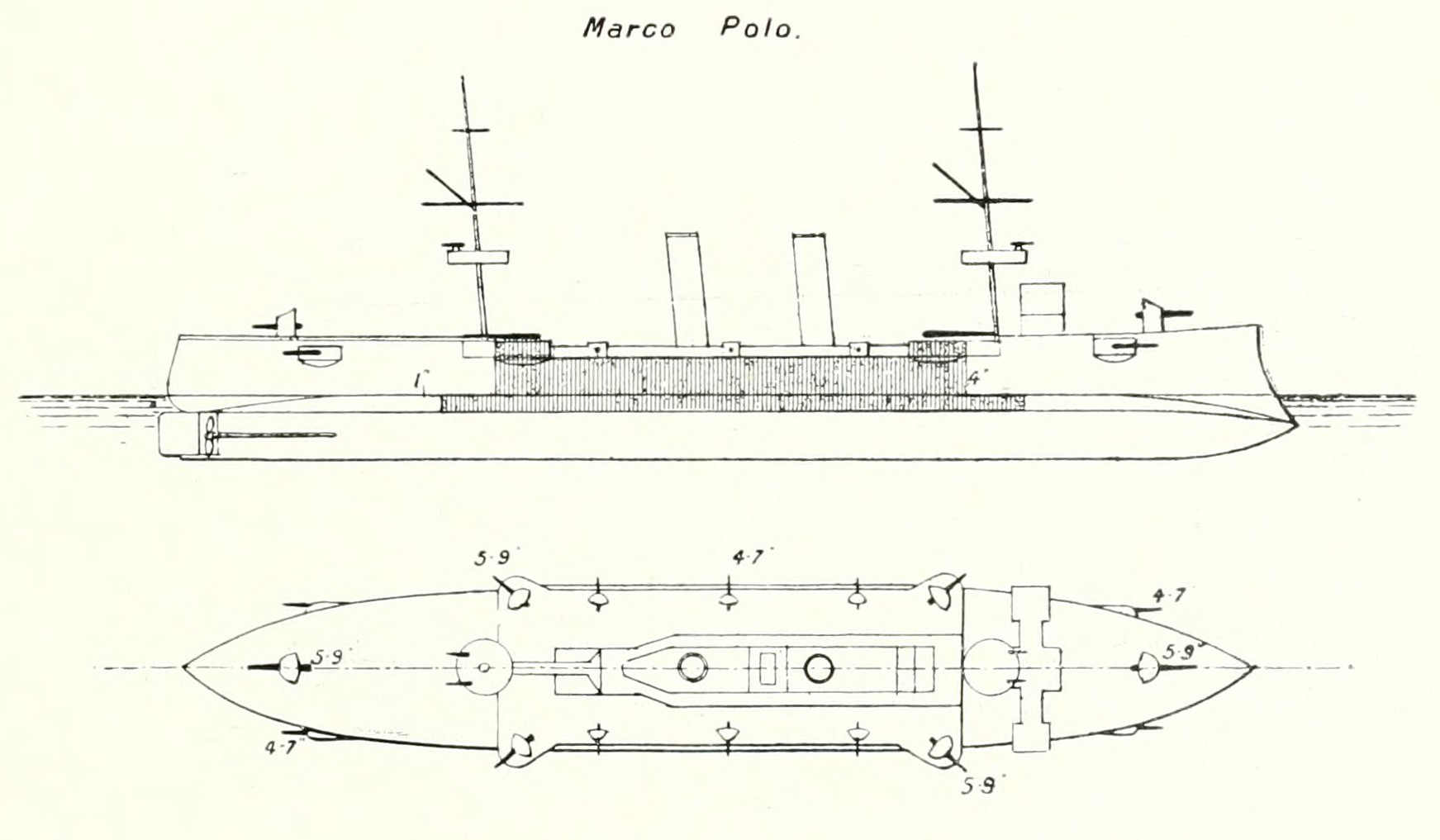
「マルコ・ポーロ」の武装と防御範囲を示した図。

船体形状は同時期のイタリア防護巡洋艦が採用し続けていた船首楼型でなく、これ以降イタリア装甲巡洋艦の特長となる平甲板型船体を採用している。
この時代の軍艦の特徴として艦首水面下に突出した衝角を持つ艦首から甲板上に15.2cm（40口径）速射砲を単装砲架に断片防御程度の装甲板で作られた防盾を被せ、艦首甲板上に前向きに1基、司令塔を組み込んだ操舵艦橋の左右の舷側甲板上に2番主砲と3番主砲が前向きに1基ずつ配置される。
艦橋の後部に簡素な単脚式の前部マストが立つ。船体中央部の2本煙突の周囲は艦載艇置き場となっており、その脇の舷側甲板上には副砲の12cm（40口径）速射砲が並列に片舷5基ずつ計10基が配置された。艦載艇は12cm砲の上を避けて、2本1組のボート・ダビッドが船体中央部に片舷2組ずつ計4組により吊り上げられて運用される。
単脚式の後部マストの左右に4番主砲と5番主砲が後向きに1基ずつ配置される。そして後部甲板上に6番主砲が後向きに1基配置された。この武装配置により前後方向に15.2cm砲3門・12cm砲2門、左右方向に最大15.2cm砲4門・12cm砲5門が指向できた。

## 兵装

### 主砲
主砲はアームストロング社製1892年型 15.2cm（40口径）速射砲を採用した。性能的には45.36kgの砲弾を最大仰角15度で9,140mまで届かせることが出来た。俯仰能力は仰角15度・俯角3度である。旋回角度は1番・6番主砲は単体首尾線方向を0度として左右150度の旋回角度を持ち、舷側配置の2番～5番主砲は艦上構造物があるので首尾線方向を0度として艦上構造物側に30度、海上に向け150度に旋回角度を持っていた。発射速度は毎分5～7発である。

### その他の備砲・水雷兵装
副砲も同じくアームストロング社製1891年型 12cm（40口径）速射砲を採用した。性能的には20.4kgの砲弾を仰角20度で9,050mまで届かせることが出来、主砲並の射程を持っていた。俯仰能力は仰角20度・俯角3度である。旋回角度は左右方向を0度として左右90度の旋回角度を持っていた。発射速度は毎分5～6発である。他に対地攻撃用に陸軍の7.5cm野砲を2基、対水雷艇迎撃用に3.7cm機砲を前檣と後檣の上部に設けられた見張り所に並列に2基ずつ計4基を装備していた。近接攻撃用に25mm機関銃を単装砲架で2丁、対艦攻撃用に45cm水中魚雷発射管単装5基を装備した。

## 防御
前述のとおり、「マルコ・ポーロ」は当初は防護巡洋艦として建造されていた艦を全長を伸ばして排水量を増やして舷側装甲を配置した艦なため、5,000トンに満たない排水量ながら舷側装甲は「デュピュイ・ド・ローム」と互角の100mm装甲を持つなど一見、カタログデーターは優れるがライバルの「デュピュイ・ド・ローム」が主砲は完全な砲塔形式となっているのに対し、本艦の主砲は甲板上に設置された単装砲架に断片防御程度の57mm装甲で出来た全周を覆わない防盾を被せただけであり、「デュピュイ・ド・ローム」の19.4cm主砲に対して防御力不足は否めないものだった。

## 艦歴
小型の船体に武装を詰め込みすぎたため、竣工後の1911年の改装で副砲の12cm速射砲を10基から4基に、5.7cm速射砲も9基から6基に減少させ火力が低下し、45cm魚雷発射管も艦首の1基を減じた。更にマストの見張り所も撤去させられ3.7cm機砲は甲板上に下ろされた。本艦よりも強力で防御も充実した後継艦が続々と建造され本艦の戦略的価値が弱くなったため、第一次大戦中の1917年から1918年にかけて全武装を撤去して兵員輸送船「コルテラッツォ（Cortellazzo）」に改装された。改装後、船名は「エウロパ（Europa）」、「ヴォルタ（Volta）」と立て続けに改名し続けたが1922年に除籍されて解体処分された。

## 参考図書
- 「世界の艦船 増刊　イタリア巡洋艦史」（海人社）